# Place des Archives
La place des Archives est une place située dans le 2e arrondissement de Lyon, dans le quartier de Perrache.

## Situation
La place, bordée au nord par la gare de Perrache, est constituée de deux espaces piétonniers séparés par le cours Charlemagne. Occupant une superficie de 6 500 m2, la place recouvre dans la partie est un parking souterrain comportant 649 places. La place procède à ses angles au nord-ouest et nord-est des aboutissants des deux sections de la rue Dugas-Montbel et sert de tenant nord au cours Charlemagne, dont la numérotation démarre de la place.

## Dénomination
La place doit son nom à la présence sur son côté ouest du bâtiment abritant les archives municipales de Lyon. L'est est occupé par l'un des campus de l'Université Catholique de Lyon (UCLy) à l'emplacement de l'ancienne prison Saint-Paul. 

## Historique
La première tranche des travaux est livrée en 2008 et la place est inaugurée le 6 octobre 2010.

## Transports
La place est traversée par les voies de la ligne 1 et la ligne 2 du tramway et desservie par la station Place des Archives (anciennement Suchet).